# Коллективный иск
Коллективный иск, или групповой иск, — одна из форм судебного процесса, в которой большая группа людей коллективно подаёт иск в суд к ответчику, при этом от лица такой группы может выступать третье лицо, действующее в её интересах.

## Основания подачи коллективного иска
Коллективный иск можно подать при условии нанесения какого-либо вреда группе лиц. Такие иски оправданы в том случае, когда большая группа лиц имеет одинаковые претензии к обвиняемому, а индивидуальные претензии весьма невелики в денежном выражении и невыгодны, если их подавать отдельно.
В мировой практике коллективные иски классифицируются по способу формирования группы на opt-in и opt-out. В исках типа opt-in (применяется преимущественно в Великобритании) группа будет сформирована, только если каждый участник группы выразит свою волю на вступление в группу путём активных действий. При модели opt-out, которая используется преимущественно в США, наоборот, лица, которые не хотят участвовать в коллективном иске должны предпринять активные действия, чтобы выйти из группы.

## Российская практика
На сегодняшний день, коллективный иск все ещё редко используется в России.
В октябре 2019 года в России подан первый коллективный иск по новым правилам, которые заработали с 1 октября. Претензии на 3 млн руб. к производителю косметики «Фем фаталь рус» предъявили 29 человек, сообщил «Ведомостям» представитель сервиса по финансированию судебных споров Platforma: «7 октября мы отправили первый коллективный иск потребителей по новым правилам в судебный участок № 7 Московского района г. Чебоксары через DHL (это стандартная процедура). Наших клиентов ввели в заблуждение о составе косметики, и теперь они требуют от Instagram-бренда FemFatal возмещения суммы покупки и морального вреда».
В гражданском деле могут участвовать несколько истцов и в рамках одного гражданского дела могут рассматриваться несколько исков, поданных разными истцами. Обычно они используются в том случае, когда ответчик ущемил права большого количества истцов. При условии выигрыша такого дела, отсуженная сумма делится между всеми участниками группы пропорционально размеру заявленных требований.
Наиболее распространённые случаи коллективных исков:
- Иск вкладчиков крупных банков при их банкротстве;
- Иски участников договора долевого строительства жилья к застройщику[3];
- Иски жильцов к управляющей компании;
- Иск от группы клиентов страховых компаний, недовольных проданными им страховыми полисами;
- Иски покупателей к продавцам товаров и услуг;
- Иски по корпоративным спорам;
- Иски по спорам, связанным с осуществлением деятельности профессиональных участников рынка ценных бумаг;
- Иски о возмещении вреда, причиненного экологическим правонарушением
- Иски к туроператорам;
- Иск о восстановлении на рабочих местах группы сокращённых работников.

Одним из самых крупных дел в российской практике, которое включало в себя сразу три коллективных иска, было дело против туроператора «Лабиринт». В результате рассмотрения исков, суд постановил взыскать с ответчика около 37 млн рублей в качестве компенсации. Иски были поданы в связи с тем, что туроператор, приостановив свою деятельность в августе 2014 года, не исполнил свои обязательства перед более чем 55 тысячами туристов и был обвинён в хищении не менее 100 млн рублей, которые были получены от клиентов в счёт оплаты туристических услуг.
В январе 2020 года юристы Общества защиты дольщиков подали коллективный иск к застройщику ООО «А101» о взыскании неустойки за просрочку передачи объекта. К иску присоединились 91 дольщик ЖК Зеленый бор. В ноябре 2020 года дело было рассмотрено Щербинским районным судом города Москвы. Требования дольщиков были удовлетворены частично, взысканы неустойка и компенсация морального вреда.
30 марта 2020 года МОО потребителей Ответственность подала коллективный иск к Яндекс Еде за утечку персональных данных пользователей. Дело принято Замоскворецким районным судом Москвы к рассмотрению. Истцы требуют компенсацию морального вреда. Ожидается, что решение суд вынесет не ранее, чем через 9 месяцев.
22 апреля 2022 года Верховным Судом РФ было зарегистрировано, возможно, самое большое в истории (по числу истцов) административное исковое заявление о признании незаконными ряда нормативно-правовых актов СССР и действий высшего партийного руководства СССР, приведших к развалу государства. Представитель по делу заявила о 105 тысячах административных истцов на момент подачи искового заявления.
23 августа 2023 года группа участников долевого строительства ЖК “Светлый мир Станция Л” обратилась с коллективным иском к застройщику АО "СЗ "МСК Люблинская" (ГК Seven Suns Development) с требованием о взыскании неустойки за просрочку передачи квартир. Поначалу судья Таганского районного суда г. Москвы оставил иск без рассмотрения, но юристами была подана частная жалоба и Мосгорсуд вернул дело на новое рассмотрение. 
16 апреля 2024 года Бутырский районный суд зарегистрировал иск группы дольщиков ЖК "Светлый мир "В стремлении к свету" к застройщику АО "СЗ "МСК Илимская-1".  

### Коллективный иск в законодательстве РФ
Подача и рассмотрение коллективных исков предусмотрены Гражданским процессуальным кодексом РФ (ГПК), Арбитражным процессуальным кодексом РФ (АПК) и Кодексом административного судопроизводства РФ (КАС).
Статьёй 46 ГПК РФ предусмотрена возможность подачи иска в защиту интересов неопределённого круга лиц. Согласно данной статье, в случаях, предусмотренных законом, органы государственной власти, органы местного самоуправления, организации или граждане вправе обратиться в суд с заявлением в защиту прав, свобод и законных интересов неопределённого круга лиц.
Что касается арбитражного судопроизводства, то согласно статье 225.11. АПК РФ дела о защите прав и законных интересов группы лиц могут быть рассмотрены по:
1. корпоративным спорам;
2. спорам, связанным с осуществлением деятельности профессиональных участников рынка ценных бумаг;
3. другим требованиям, в случае, если ко дню обращения в арбитражный суд лица, к его требованию присоединились не менее чем пять лиц.

В административном судопроизводстве обращение в суд группы лиц с коллективным исковым заявлением предусмотрено статьёй 42 Кодекса административного судопроизводства РФ. Также разъяснения относительно подачи и рассмотрения коллективных исков были даны в Постановлении Пленума Верховного Суда Российской Федерации от 27 сентября 2016 г. N 36 г. Москва «О некоторых вопросах применения судами Кодекса административного судопроизводства Российской Федерации».
Частные групповые иски в России:
| Арбитражный процесс | Гражданский процесс |
| --- | --- |
| - Группа лиц формируется путем присоединения к иску - Невозможны иски в защиту неопределенного круга лиц - Практическое применение значительно затруднено, так как члены группы должны быть участниками одного и того же правоотношения (например, вкладчикам в ОФБУ Юниаструмбанка было отказано в групповом производстве на основании наличия отдельных договоров, решение Президиума ВАС РФ № ВАС- 7628/2012) | - Группа лиц формируется путем присоединения к иску - Возможны иски в защиту неопределённого круга лиц (потенциальные члены группы). Однако решение суда распространяется на потенциальных членов группы только в части освобождения от доказывания уже установленных обстоятельств. - Вводится принцип единства предмета и основания требований членов группы (возможности использования групповых исков расширяются по сравнению с АПК) |

Косвенно возможность обращения в суд в защиту неопределённого круга лиц предусмотрена и в ряде других законов, например, в Федеральном законе от 23.06.1999 N 117-ФЗ «О защите конкуренции на рынке финансовых услуг».
По действовавшему до июля 2006 года Федеральному закону от 18.06.1995 N 108-ФЗ «О рекламе» (ст. 26) федеральный антимонопольный орган был вправе обращаться в суд с иском о защите прав и интересов неопределённого круга потребителей рекламы.

### Процедура подачи группового иска согласно законодательству РФ
Коллективный иск подаётся в том же порядке, что и индивидуальный. При этом должен быть соблюдён ряд условий:
1. Многочисленность группы. В административном производстве — минимум двадцать лиц, в арбитражном — пять.
2. Однородность предмета спора и его основания.
3. Наличие общего ответчика.
4. Использование всеми членами группы одинакового способа защиты своих прав.

Иск должен быть подписан всеми истцами, либо истцы доверяют подать коллективный иск какому-то одному представителю всей группы истцов или адвокату.

## Зарубежная практика
Институт групповых исков был впервые сформирован практикой английских судов справедливости в 16 веке. Позднее в 1873 г. был принят Акт «Об осуществлении правосудия», где было установлено правило, в соответствии с которым всем заинтересованным в предметном основании иска, должна быть предоставлена возможность участия в процессе в качестве сторон, независимо от того, насколько велико их множество.
Современная форма коллективного иска возникла в США в 1970 году для более эффективной защиты прав миноритариев в спорах с корпоративным руководством, после чего она стала применяться также для защиты прав групп частных лиц и профсоюзов. Коллективные иски до сих пор широко распространены в США.
В соответствии с законодательством США коллективный иск может быть подан при выполнении следующих условий:
- общность — должно быть одно или несколько юридических или фактических требований, общих для всей группы;
- адекватность сторон — представитель должен адекватно защищать интересы группы;
- многочисленность группы — число людей должно быть настолько велико, чтобы отдельные иски стали непрактичными;
- типичность требований — возражения должны быть типичны для истцов или ответчиков.

Национальная группа истцов может быть разной, но такие иски должны иметь общие вопросы в разных штатах. Это может быть трудно, если гражданские права в различных государствах разные.
Закон не требует согласия каждого члена группы на подачу коллективного иска, но вся группа должна получать полную информацию о ходе процесса и иметь возможность контролировать действия своих представителей в суде.
Порядок подачи иска следующий: иск подаётся в суд одним или несколькими истцами от имени предполагаемой группы. Предполагаемая группа должна состоять из группы лиц или субъектов предпринимательской деятельности, которые пострадали от общих повреждений или травм. Как правило, эти случаи являются результатом действий со стороны бизнеса или конкретного дефекта продукта или политики, которые применяются ко всем предполагаемым членам группы в типичной форме. После подачи заявления истец должен подать ходатайство о групповом иске.
В США коллективные иски обычно подают юристы, которые сами разыскивают истцов, сами несут издержки, а потом получают гонорар успеха за выигранное дело.
В 90-х годах коллективные иски стали также применяться в Европе, в частности в Нидерландах, Португалии, с 2001 года — в Испании, с 2002 года — в Германии. Толчком для развития в Германии института коллективных исков стал иск 17 тысячи акционеров против компании Deutsche Telekom, которая обвинялась в предоставлении ложной информации, побуждающей к покупке акций.

## Преимущества и недостатки коллективных исков
Преимущества коллективного иска перед индивидуальным заключается в следующем:
- Экономия времени, которое затрачивается на решение спора. При подаче коллективного иска решение принимается сразу в отношении всех группы лиц в рамках одного судебного делопроизводства, тогда как при подаче иска каждым из группы лиц, количество судебных делопроизводств будет равняться количеству лиц в группе.

- Коллективная подача иска повышает эффективность рассмотрения дела и экономит денежные средства на судебные расходы. Стоимость юридических услуг при подаче коллективного иска меньше, чем суммарная стоимость всех индивидуальных исков. При необходимости проведения экспертизы, она может быть проведена одна для всех истцов, так как в случае индивидуальной подачи иска потребовалось бы проведение экспертизы для каждого судебного дела отдельно.

- Повышение единообразия рассмотрения дел. При рассмотрении индивидуальных исков есть риск вынесения судом различных решений по аналогичным делам, а при коллективном рассмотрении иска это исключено.

- Возможность возмещения убытков всем истцам. Практика показывает, что при индивидуальном рассмотрении дел истцы, подавшие иск ранее, чаще всего получают большую компенсацию, чем те истцы, которые подали иск позже. При удовлетворении коллективного иска компенсацию получают все участники процесса пропорционально причиненным убыткам.

- Коллективный иск помогает психологически противостоять финансово сильной стороне.

- Коллективные резонансные иски привлекают внимание общественности и СМИ, что повышает шансы на беспристрастное судебное разбирательство.

Недостатки:
- АПК РФ предусмотрено, что если после подачи коллективного иска в суд обратится ещё одно лицо, требования которого будут аналогичны требованиям коллективного иска, ему будет предложено присоединиться к групповому заявлению. Если такое лицо откажется от присоединения, то сначала будет рассмотрен групповой иск, а после этого уже индивидуальный. Таким образом время рассмотрение индивидуального иска может быть затянуто до тех пор, пока не будет рассмотрен коллективный.

- После рассмотрения коллективного иска и вынесения судом решения невозможна подача одним из истцов, участвовавшего в группе, индивидуального иска по тому же вопросу.

## Критика
Критики отмечают, что при злоупотреблении коллективными исками они оказывают негативное влияние на компании, являющимися ответчиками, так как коллективные иски с крупными исковыми требованиями могут привести к их банкротству. К примеру, на грани банкротства оказалась в 2002 году американская телекоммуникационная компания WorldCom, которая в результате коллективного иска выплатила истцам $6,3 млрд. В целом в США примерно треть компаний, против которых подаются коллективные иски, становятся банкротами. В связи с этим в 2005 году в США был принят закон об объективности коллективных исков Class Action Fairness Act, который ограничил их применение. В частности, законом был предусмотрен минимальный размер претензий для инициирования иска в $5 млн, а численность группы истцов должна составлять не менее 100 человек.